# ملكة جمال الولايات المتحدة الأمريكية 1991
ملكة جمال الولايات المتحدة الأمريكية 1991 (بالإنجليزية: Miss USA 1991)‏ مسابقة ملكة جمال الولايات المتحدة الأربعين في تاريخ مسابقة ملكة جمال الولايات المتحدة الأمريكية منذ انطلاقتها عام 1952، تم بث المسابقة في 22 فبراير 1991 على الهواء مباشرة من مركز مؤتمرات القرن الثاني في ويتشيتا، ولاية كانساس، استضافت المسابقة ديك كلارك للثالث من خمس سنوات ، مع التعليق الملون من قبل باربرا عدن للمرة الوحيدة وملكة جمال الولايات المتحدة الأمريكية 1970 ديبورا شيلتون لأول مرة، في نهاية الحدث توجت كيلي مكارتي من ولاية كانساس، من قبل حاملة اللقب السابقة كارول جيست من ولاية ميشيغان، أصبحت كيلي أول حاملة لقب جمال الولايات المتحدة الأمريكية من ولاية كانساس، وثالث سيدة تتوج باللقب في ولايتها الأصلية.

## النتائج

### المراكز النهائية
| النتائج النهائية                          | اسم المتنافسة |
| ----------------------------------------- | --- |
| ملكة جمال الولايات المتحدة الأمريكية 1991 | - كانساس - كيلي ماكارتي |
| الوصيفة الأولى                            | - نيو جيرسي - شارلوت راي |
| الوصيفة الثانية                           | - كاليفورنيا - ديان شوك |

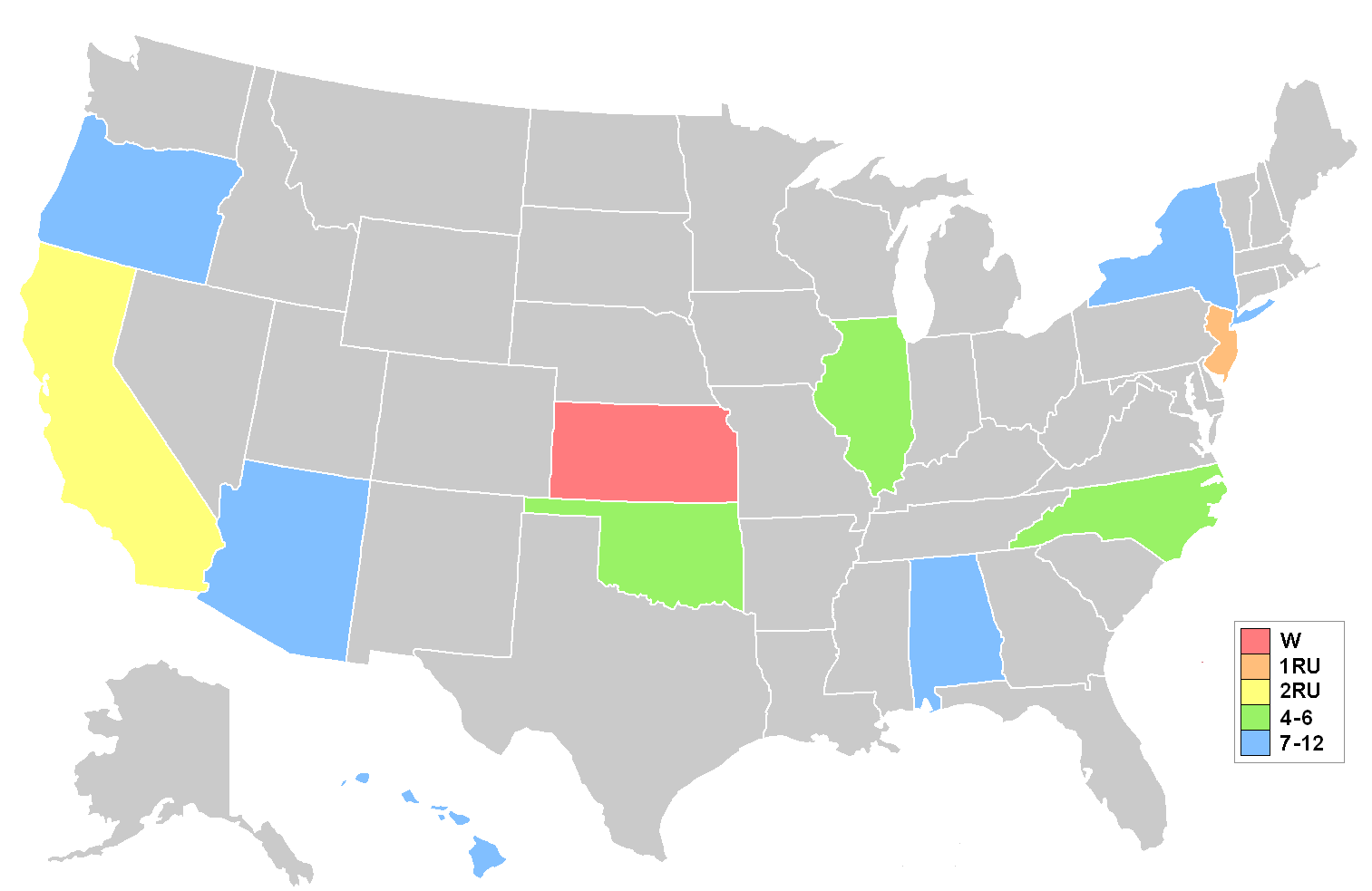
خريطة توضح المواضع حسب الولاية

| أفضل 6                                    | - إلينوي - ليزا مورغان - أوكلاهوما - جولي خوري - كارولاينا الشمالية - بات أرنولد                                                |
| أفضل 11                                   | - ألاباما - كانديس كارلي - أريزونا - ماريكارول فيرليندي - هاواي - كيم ديجمان - نيويورك - مورين موراي - أوريغون - أولغا كالديرون |

### جوائز خاصة
| جائزة              | متنافسة                           |
| ------------------ | --------------------------------- |
| ملكة جمال اللطافة  | - نيو جيرسي - شارلوت راي          |
| ملكة جمال الجاذبية | - كارولاينا الشمالية - بات أرنولد |
| أفضل زي ولاية      | - أريزونا - ماريكارول فيرليندي    |

## المتسابقات
قائمة الولايات والمندوبات المشاركات في مسابقة ملكة جمال الولايات المتحدة الأمريكية 1991:
| - ألاباما - كانديس كارلي - ألاسكا - تيفاني سميث - أريزونا - ماريكارول فيرليند - أركنساس - أنجيلا روكويل - كاليفورنيا - ديان شوك - كولورادو - ميلاني نيس - كونيتيكت - فالوري أباتي - ديلاوير - لوري لوسيدونيو - مقاطعة كولومبيا - لاكيسيا سميث - فلوريدا - روزا فيليلا - جورجيا - تمارا رودس - هاواي - كيم ليوا ديغمون - أيداهو - لوري إيسلي - إلينوي - ليزا مورغان - إنديانا - كاثي بينيت - آيوا - هيذر باورز - كانساس - كيلي ماكارتي - كنتاكي - سوزان فارس - لويزيانا - ميليندا مورفي - مين - ميليسا أوليفر - ماريلند - ليزا ماري لوسون - ماساتشوستس - لورا ويلر - ميشيغان - ليان بوثي - مينيسوتا - أبريل هيركي - مسيسيبي - ميتزي سوانسون - ميزوري - تيفاني هازل | - مونتانا - جوان جورجينسن - نبراسكا - زيبا ايين - نيفادا - جودي جنسن - نيوهامبشير - أدريانا موليناري - نيوجيرسي - شارلوت راي - نيومكسيكو - تيفاني دانتون - نيويورك - مورين موراي - كارولاينا الشمالية - بات أرنولد - داكوتا الشمالية - ميشيل تشيستنسن - أوهايو - ايمي جليز - أوكلاهوما - جولي خوري - أوريغون - أولغا كالديرون - بنسيلفانيا - أدريان رومانو - رود آيلاند - ليندا مايكل - كارولاينا الجنوبية - تريسي روفتي - داكوتا الجنوبية - جيلين فوسم - تينيسي - أنجيلا جونسون - تكساس - كريس بوجارد - يوتا - باتي جو بندر - فيرمونت - مارجريت كوري - فرجينيا - تريسي دوريتي - واشنطن - لاني ويليامز - فيرجينيا الغربية - كريستا رانسبوتوم - ويسكونسن - كيمبرلي توتدال - وايومنغ - ويندي لي دن |

## روابط خارجية
- موقع ملكة جمال الولايات المتحدة الأمريكية الرسمي